# Macrognathus caudiocellatus
Macrognathus caudiocellatus és una espècie de peix pertanyent a la família dels mastacembèlids.

## Descripció
- Nombre de vèrtebres: 81.
- 31-34 espines i 62-68 radis tous a l'aleta dorsal.
- 60-68 radis tous a l'aleta anal.[6]

## Hàbitat
És un peix d'aigua dolça, bentopelàgic i de clima tropical.

## Distribució geogràfica
Es troba a Àsia: conca del llac Inle a Myanmar.

## Observacions
És inofensiu per als humans.